# 赤野四羽
赤野 四羽（あかの よつば、1977年7月23日 ‐）は、日本の俳人。2016年時点では三重県在住。

## 経歴
高知県高知市に生まれる。
2011年、東日本大震災および福島第一原子力発電所事故をきっかけに俳句作品製作を開始する。
2016年、第34回現代俳句新人賞受賞。
2022年度には現代俳句協会機関紙『現代俳句』にて現代俳句時評を担当した。
2023年、イタリアでディエゴ・マルティーナ（詩人、作家、翻訳者）によるイタリア語訳と原文（日本語）が併記された『CHIODI BATTUTI（打たれた釘、日伊併記版）』が刊行され、主要紙の『コリエーレ・デラ・セラ（Corriere della Sera）』で高い評価を受けた（15点中13点）ほか、バチカンのイタリア司教会議とつながりの深いL‘Avvenire紙でも大きく紹介された。
兜太現代俳句新人賞選考委員を務める（2021－2023）。

## 作風・評価
作家、俳人の武良竜彦は『指し示すアブシュールド ――赤野四羽句集『夜蟻』をめぐって』において、『表現方法も新しく、表現内容も、確かに「東日本大震災」後の「今」の表現の不可能性というものに体当たりで挑んでいる』と述べている。
また俳人の竹岡一郎は『【句集評】鶫または増殖する鏡像　赤野四羽句集「ホフリ」を読む』において、『「言語は事象の、運命の本質には決して辿り着けない。」けれども、この句を一つの宣言と捉えても良いのではないでしょうか。白と黄に明るく渦巻く無数の魂、成立を目指す独自の言語、独自の死、独自の屠りの上に成り立つ独自の生。』と述べている。
Corriere della Sera紙では、批評家のRoberto Galaverniが『現実と夢、存在と不在、音と静寂、感覚と非感覚など、自然界と人工世界を貫く相反するものの間の緊張が常に浮かび上がってくる。そして、それぞれのイメージが、それを取り囲む静寂と比例しているように見えるほど、その構図には明白なものがあり、並外れた力と暗示の効果がある。』と述べている。（in questo caso gli haiku in particolare, emerge sempre la tensione tra opposti che percorrono il mondo naturale e artificiale, tra realtà e sogno, presenza e assenza, suono e silenzio, senso e non-senso. E tanto è evidente nei componimenti che ogni immagine sembra proporzionata al silenzio che la circonda, con un effetto di straordinaria potenza e suggestione.）
またAvvenire紙では、作家のVincenzo Guarracinoが『俳句は、他のどの詩の形式よりも、常に目に見えるわけではない現実の大要として、つまり、現実であれ夢であれ、全体を把握すること、手がかり、照明、そしてそれを創造すること（全体性のイメージ、細部に植えつけられた絶対的な真実）として、自らを明らかにしている。残酷さと驚異の間でバランスをとっているような場面で、赤野四羽は自然から自分自身へと中心を移す。』と述べる。（L’haiku, dunque, più di ogni altra forma di poesia si rivela come compendio di una realtà non sempre visibile, ossia come cogliere di un intero, reale o sognato, uno spunto, un’illuminazione, e lo si crea (immagine di una totalità, la verità assoluta instillata in un dettaglio).In una scena che sembra stare in equilibrio tra crudeltà e meraviglia, Akano Yotsuba sposta il centro dalla natura su se stesso.）
2024年にイタリアで開催された文芸イベントBig Japan, Made in Japanでは、『同世代で最もカリスマ的な俳人の一人。世界の美しさと複雑さをわずかな言葉で表現する能力が高く評価されている（”Akano Yotsuba è uno dei più carismatici poeti haiku della sua generazione. Vincitore del Premio Nuove Voci dello Haiku Moderno, Yotsuba è apprezzato per la sua capacità di catturare la bellezza e la complessità del mondo in poche parole.”）』と述べられている。

## 著書

### 句集
- 『世界を俳に』マルコボ・コム、2015年 [12]
- 『夜蟻』邑書林、2018年[13]
- 『ホフリ』RANGAI文庫、2021年[14][15][16]
- 『CHIODI BATTUTI（打たれた釘、日伊併記版）』（I Quaderni del Bardo Edizioni、2023）[17]

### 共著
- 『小川双々子の100句』黎明書房、2023年

## 賞歴
- 第34回現代俳句新人賞 - 2016年[1]
- 第17回三重県文化新人賞（平成29年度）[2] - 表彰式は2018年に実施[18]